# Sympodiomycopsis paphiopedili
Sympodiomycopsis paphiopedili är en svampart som beskrevs av Sugiy., Tokuoka & Komag. 1991. Sympodiomycopsis paphiopedili ingår i släktet Sympodiomycopsis och familjen Microstromataceae.   Inga underarter finns listade i Catalogue of Life.